# Alexei Barbăneagră
Alexei Barbăneagră (n. 3 decembrie 1945) este un jurist din Republica Moldova, care a îndeplinit funcția de ministru al justiției în perioada 6 iunie 1990 – 5 aprilie 1994.